# Zschadraß

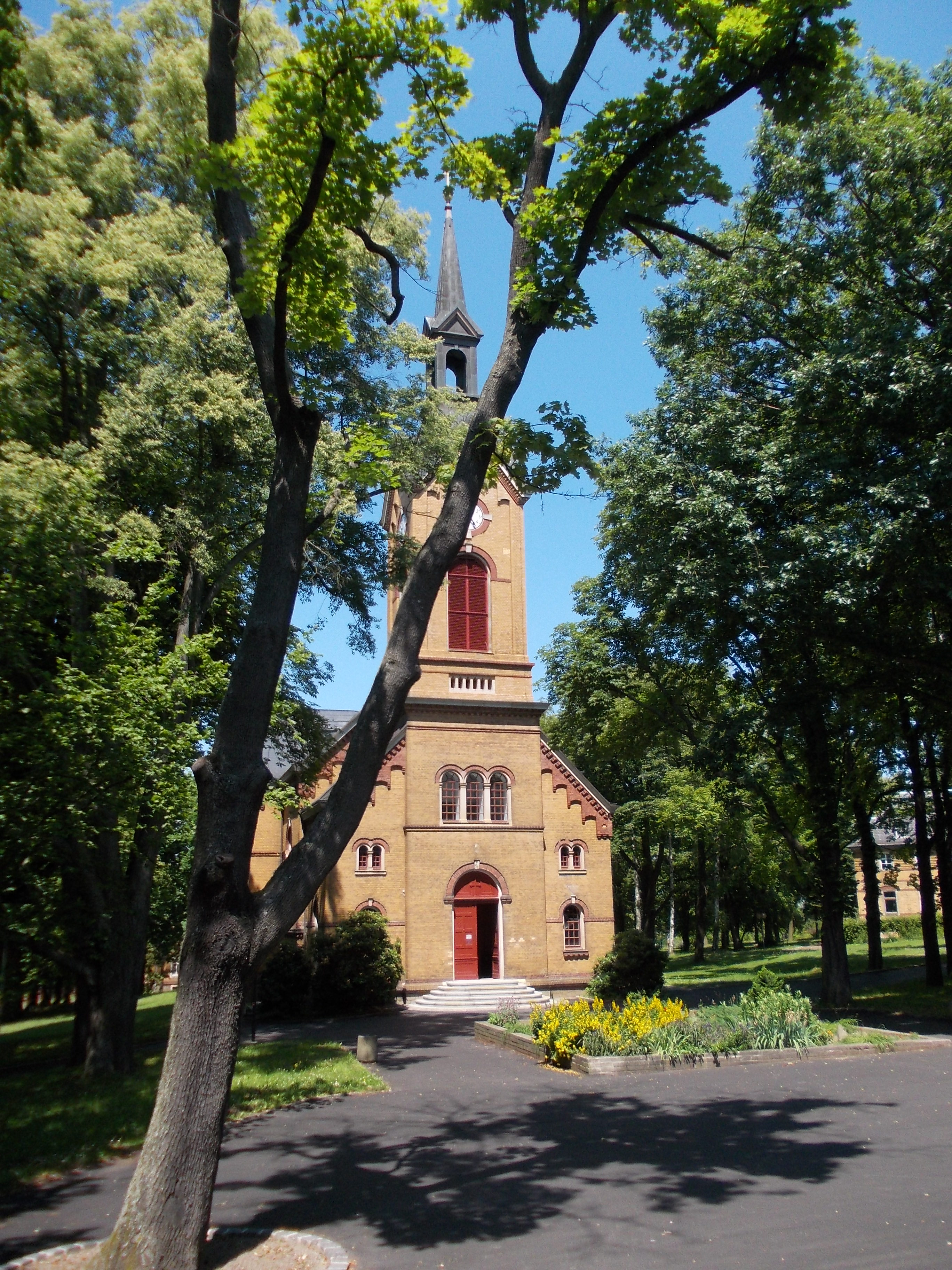
Kirche Zschadraß

Zschadraß ist ein Ortsteil der Stadt Colditz im Süden des Landkreises Leipzig im Freistaat Sachsen. Zschadraß war bis zum 31. Dezember 2010 eine verwaltungsgemeinschaftsfreie Gemeinde mit Gemeindesitz in Hausdorf.

## Geographie und Verkehr
Die ehemalige Gemeinde liegt 2 km nordöstlich der Stadt Colditz    inmitten des Sächsischen Burgen- und Heidelandes. Durch den Süden des früheren Gemeindegebietes verläuft die B 176.

## Ortsgliederung
Zur Gemeinde gehörten die Ortsteile:
- Bockwitz
- Commichau
- Collmen
- Erlbach
- Erlln
- Hausdorf
- Kaltenborn
- Koltzschen
- Maaschwitz
- Meuselwitz
- Podelwitz
- Raschütz
- Skoplau
- Tanndorf
- Terpitzsch
- Zollwitz
- Zschadraß
- Zschirla

## Geschichte

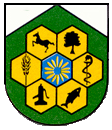
Ehemaliges Gemeindewappen

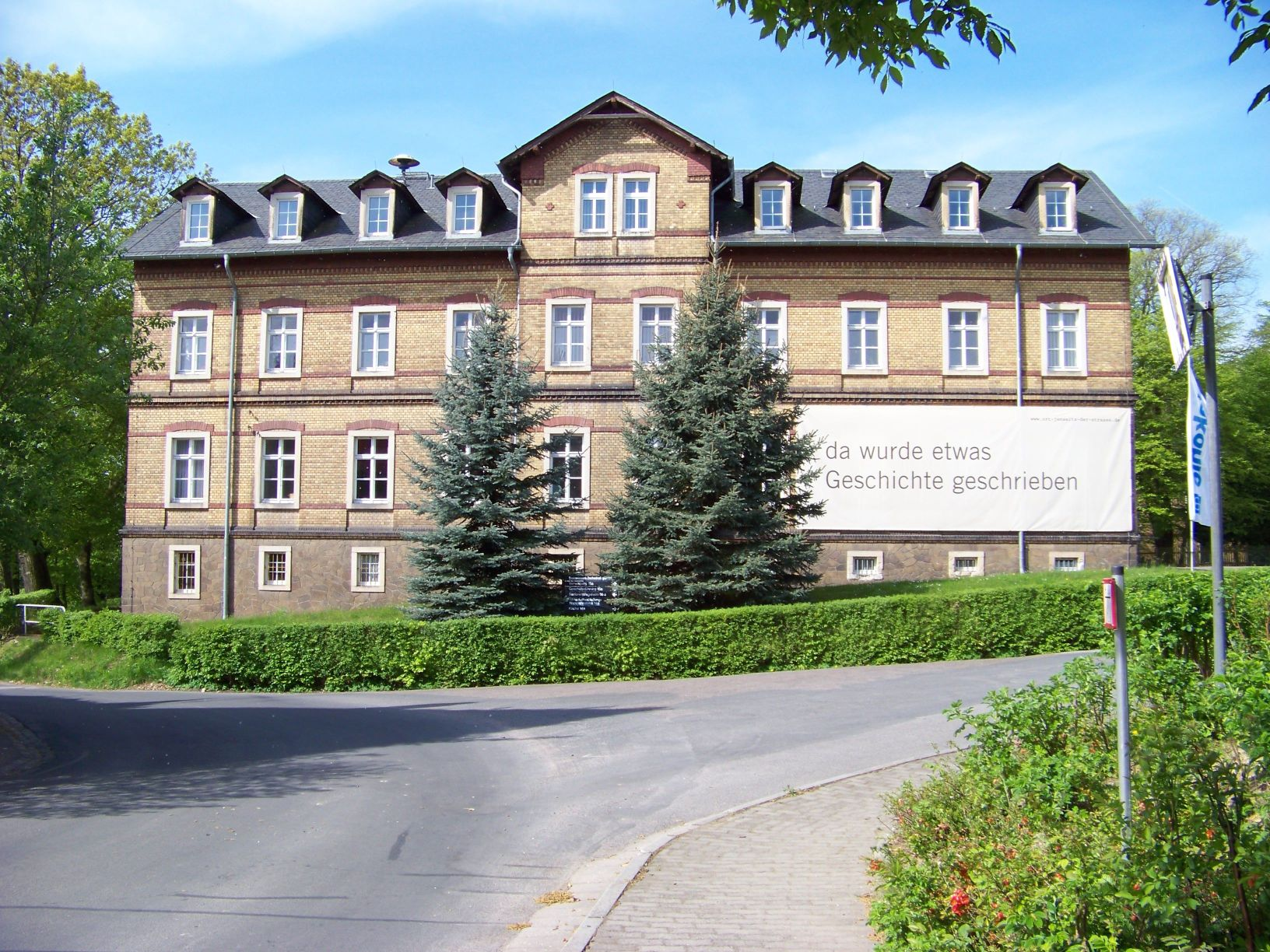
Das Haus 15a der Zschadraßer Psychiatrie mit einem selbstironischen Plakat mit der Aufschrift „da wurde etwas Geschichte geschrieben“

Zschadraß als Hauptort wird im Jahr 1294 erstmals als Zcadroz urkundlich erwähnt. Mehrere Ortsteile sind älter und wurden im Jahr 1215 erstmals urkundlich erwähnt. Zschadraß gehörte lange Zeit zur Stadt Colditz. Am 1. Januar 1995 vereinten sich die Gemeinden Hausdorf, Erlbach und Zschadraß zur Großgemeinde. Am 1. Januar 1996 schloss sich die Gemeinde Tanndorf an. Heute sind 18 Ortschaften Mitglied der Großgemeinde.
Hier gründete Friedrich August Hermann Voppel als damals anerkannter Psychiater und gleichzeitig Direktor der Landesversorgungsanstalt (Irrenanstalt) auf Schloss Colditz im Jahr 1868 in Zschadraß eine agricole Außenkolonie. Auch danach blieb die Gemeinde eng mit seiner Klinik für Psychiatrie und Neurologie verbunden. 
Während der Zeit des Nationalsozialismus diente die damalige Landesanstalt Zschadraß unter dem seinerzeit amtierenden Direktor Max Alwin Liebers als Zwischenanstalt für das Euthanasieprogramm der Nationalsozialisten. Mehr als 3400 Patienten wurden zwischen Juni 1940 und September 1941 in die Tötungsanstalten Pirna-Sonnenstein und Brandenburg weiterverlegt und dort ermordet. Die Anstalt wurde 1942 zur Lungenheilstätte mit einer psychiatrischen Abteilung umprofiliert und nannte sich ab da Lungenheilstätte Hainberg. Bis 1998 beherbergte Zschadraß eine weltweit anerkannte Lungenklinik, die 1999 nach Chemnitz umzog. Danach wurde die Klinik vom Diakoniewerk übernommen.
Am 1. Januar 1995 wurden die Gemeinden Erlbach und Hausdorf eingegliedert. Am 1. Januar 2011 wurden die Gemeinde Zschadraß und die Stadt Colditz zusammen mit vier ehemaligen Großbothener Ortsteilen zur Stadt Colditz zusammengefasst.
Deutschlandweit bekannt wurde Zschadraß durch den Hochstapler Gert Postel, der von 1995 bis 1997 in der örtlichen psychiatrischen Klinik als Leitender Oberarzt angestellt war.

### Einwohnerentwicklung
Entwicklung der Einwohnerzahl der Gemeinde Zschadraß (ab 2000 Stichtag 31. Dezember, Datenquelle: Statistisches Landesamt Sachsen):
| Jahr | Einwohner |
| ---- | --------- |
| 1990 | *3723     |
| 2000 | 3839      |
| 2005 | 3451      |
| 2006 | 3360      |
| 2007 | 3310      |
| 2010 | 3247      |

* 3. Oktober

## Fachkrankenhaus

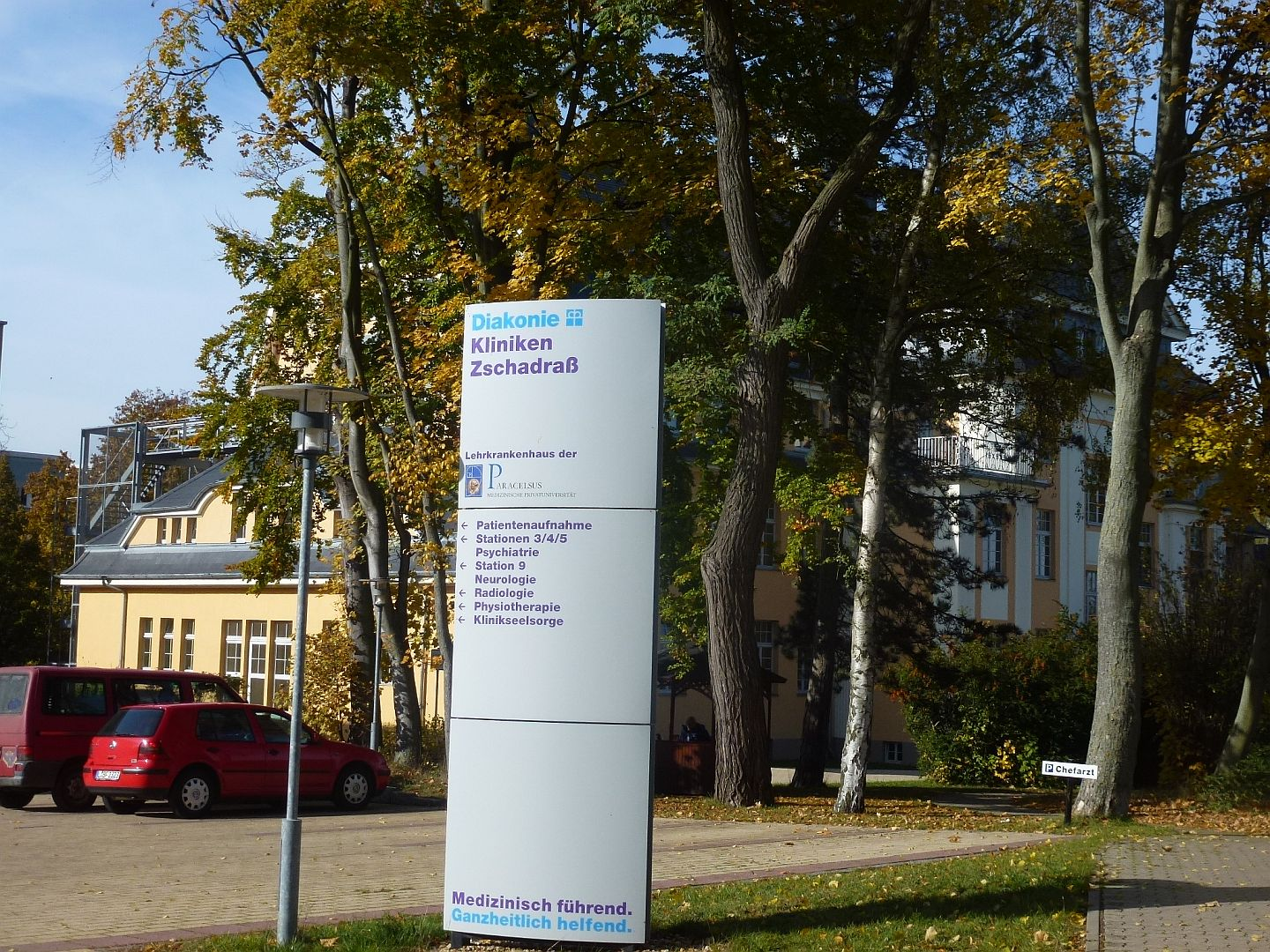
Fachkrankenhaus

Das Fachkrankenhaus für Psychiatrie, Psychotherapie und Neurologie in Zschadraß mit der Diakoniewerk Zschadraß gemeinnützige GmbH als Träger verfügt über 110 Betten für die Psychiatrie und Psychotherapie sowie 30 Betten für die Neurologie. Außerdem werden je 15 tagesklinische Plätze in Rochlitz, Grimma und Borna vorgehalten. Das Krankenhaus ist Lehrkrankenhaus der Paracelsus Medizinischen Privatuniversität Salzburg.

## Sehenswürdigkeiten

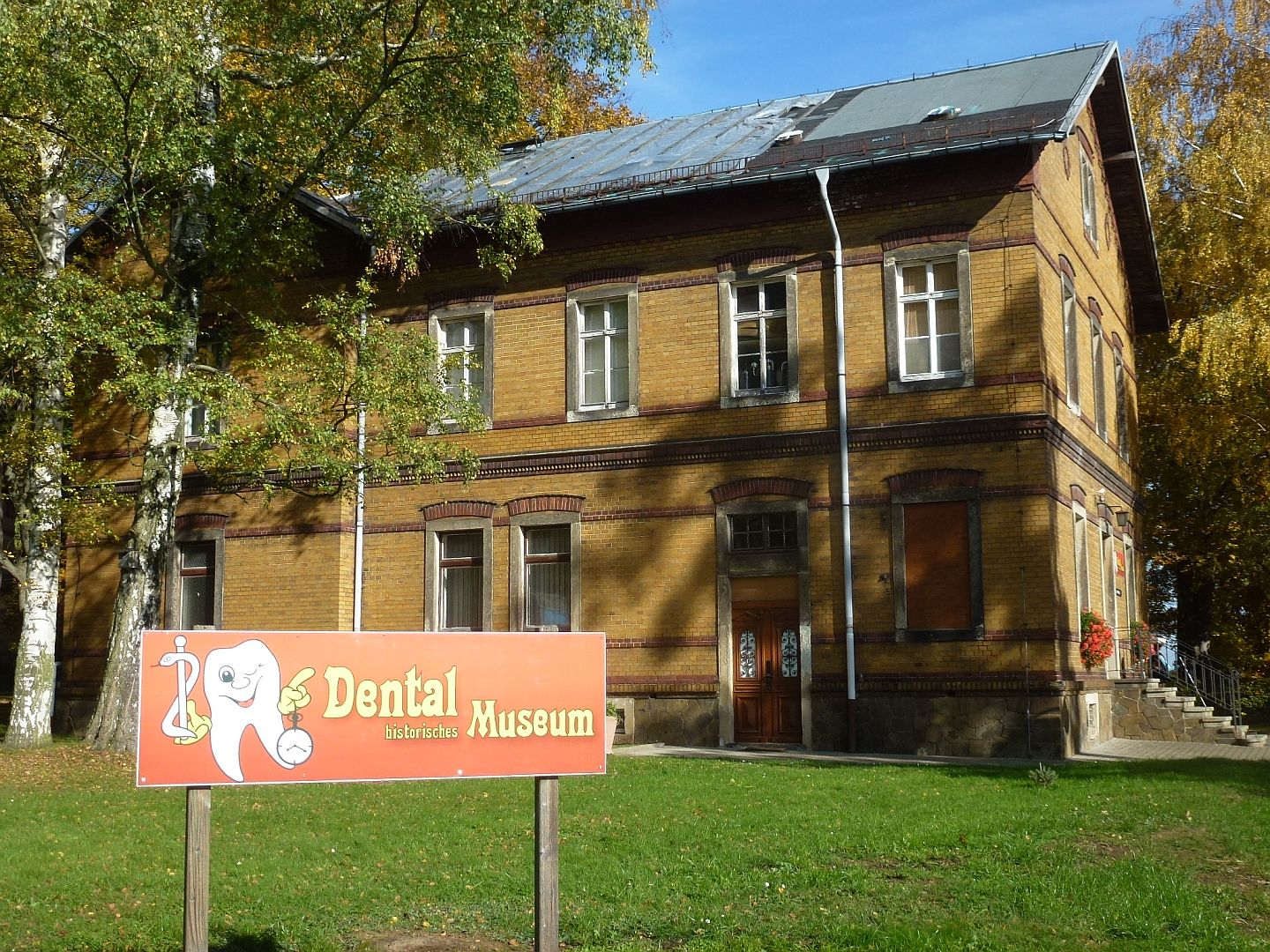
Dentalhistorisches Museum

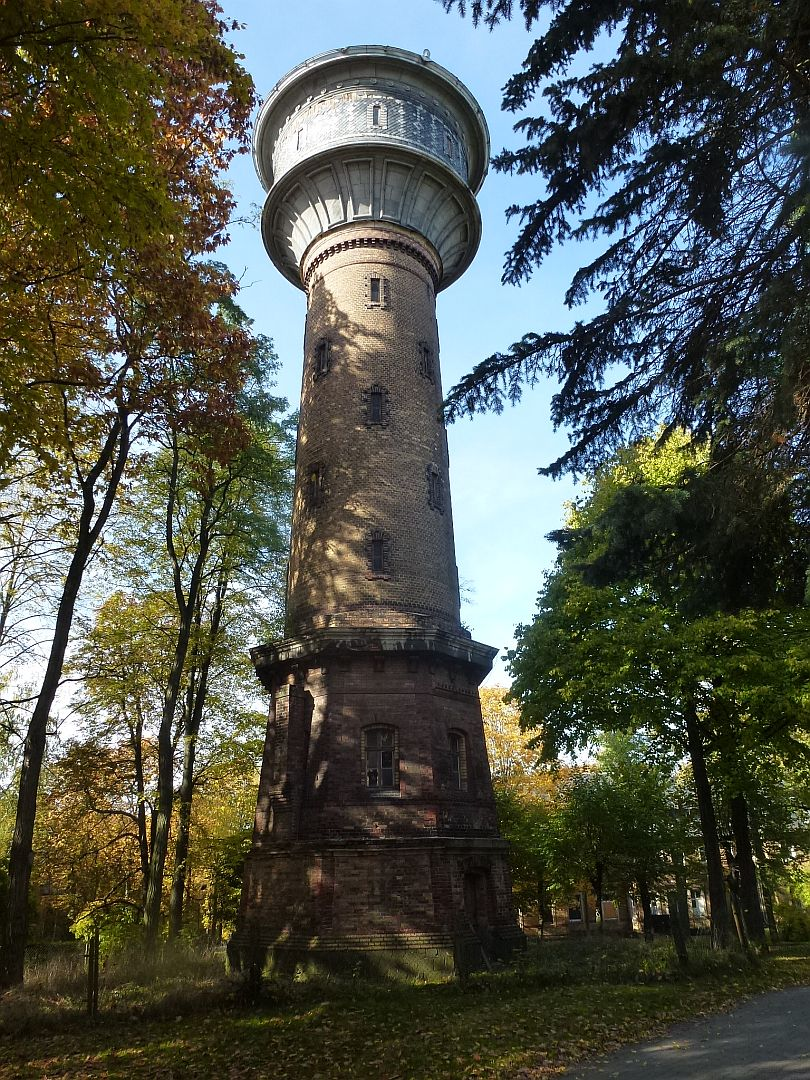
Wasserturm

- Dentalhistorisches Museum Zschadraß[6]
- Wasserturm Zschadraß
- Kirche Zschadraß

sowie in den ehem. Ortsteilen:
- Wasserschloss Podelwitz
- Kirche Collmen
- Kirche Erlbach
- Alte Bergscheune Podelwitz
- Heimatturm Terpitzsch
- Zschirlaer Tiergartentor
- Kirche Zschirla

## Söhne und Töchter der Gemeinde
- Friedrich August Hermann Voppel, Psychiater[7]

## Partnergemeinde
Mit Stöttwang in Bayern besteht eine Partnerschaft.